# Soós Csilla (üvegművész)
Soós Csilla (Felbár, 1983. január 19. –) szlovákiai magyar ólomüveg művész. 2016-ban Ferenc pápa apostoli áldásban részesítette az egyháznak végzet megannyi ólomüveg ablak munkájáért. 2018-ban A Magyar Művészetért Díjrendszer 40. Gáláján EX Libris Díjban részesült. 2020-ban Böjte Csaba Füveskönyvében Soós Csilla által készített ólomüveg műalkotások láthatók.

## Életpályája
1983. januárjában született a Dunaszerdahely melletti Felbáron. Római Keresztény Katolikus családból származik, Istenhitének kialakulásában nagy szerepet játszott Ilona nevű nagymamája. Tőle tanult meg imádkozni, valamint az első imakönyvét is tőle kapta. Az ebben található szenteket ábrázoló képek mindig melegséggel és szeretettel töltötték meg szívét. Kislány korában lelkes templomlátogató lett belőle, aholis lenyűgözték a templom színes ablakai.
Tinédzserként kézműves táborokban gyakran megfordult és minden szabadidejét a művészeti irányzatok tanulmányozása és valamilyen kézműves tevékenység töltötte ki, például: agyagozás, kötés, horgolás, varrás, gyöngyfűzés majd tizenéves korában a rekesz zománc, tűzzománc készítés. Ekkoriban az ólomüveg készítéssel még csak ismerkedett, azonban 18 éves korára az ólomüveges szakma iránt érzett érdeklődése abszolút előtérbe került. Tudta és érezte, hogy ez az a szakma, ami érdekli, a szívének leginkább kedves és hogy egy életen át tudná és szeretné csinálni.
2010-ben A nagy duett című műsorához a díjak elkészítésére Soós Csilla Ólomüveg Művésznőt kérte fel a TV2.
2012-ben a Megasztár műsorából kiesett versenyzők számára készített ólomüveg csillagokat a TV2 megbízásából.
2016-ban Ferenc pápa apostoli áldásban részesítette az egyháznak végzet megannyi ólomüveg ablak munkájáért.
2018-ban A Magyar Művészetért Díjrendszer 40. Gáláján EX Libris Díjban részesült.
2020-ban Böjte Csaba Füveskönyvében Soós Csilla által készített ólomüveg műalkotások láthatók.

## Tanulmányai
4 éven át tűzzománcozott dísztárgy készítést tanult a Győri Kovács Margit Művészeti Iskolában, ahol szakmai tudásáért aranygyűrűs kitüntetésben részesült. 
Ezt követően találkozott az ólomüveggel és további négy éven át tanulta az ólomüvegezés minden apró mozzanatát, technikáját, szakmai fortélyát.

## Munkái
- Szent György Templom Palást, Szlovákia - Keresztút, tűzzománc készítése (2010)
- Nagymácsédi Keresztelő Szent János templom ólomüveg ablakok készítése (2011)
- Győrasszonyfai Szűz Mária szent neve templom ólomüveg ablakok Készítése (2012)
- Vízkeleti Szent Anna római katolikus templom ólomüveg ablakainak készítése (2013)
- Dunaszerdahely, Sikabony, mindenszentek Templom ólomüveg ablakainak készítése (2014)
- Tejfalusi Boldogságos Szűz Mária mennybemenetele templom ólomüveg ablakainak készítése (2014)
- Bad Ischl Vadászkápolna ólomüveg ablakainak készítése, Ausztria (2014)
- Szalatnyai Katolikus Templom ólomüveg ablakainak készítése, Szlovákia (2014)
- Magánkápolna ólomüveg ablakainak készítése Deáki, Szlovákia (2014)
- Ásványráró, Szent András katolikus templom ólomüveg ablakainak készítése (2015)
- Izsai Szent Mihály arkangyal katolikus templom ólomüveg ablakainak készítése (2015)
- Kazincbarcikai Szent Család templom ólomüveg ablakainak készítése (2015)
- Nógrád vármegyei római katolikus templom ólomüveg ablakainak készítése (2015)
- Szentmihályfai Mihály arkangyal katolikus templom ólomüveg ablakainak készítése (2015)
- Mezőnyárádi Szűz Mária Keresztények Segítsége Templom ólomüveg ablakainak készítése (2015)
- Komjatna római katolikus templom ólomüveg ablakainak készítése (2016)
- Kötcsei Árpád-házi Szent Erzsébet templom ólomüveg ablakainak készítése (2016)
- Tabajdi Szent Kereszt feltalálása római katolikus templom ólomüveg ablakainak készítése (2016)
- Budapesti Unitárius templom ólomüveg ablakainak restaurálása (2016)
- Gellért Hotel ólomüveg ablakainak restaurálása (2016)
- Szent István Király Templom Felbár, Szlovákia (2016)
- Bajnai Szent Adalbert katolikus templom ólomüveg ablakainak készítése (2017)
- Dercsikai Szűz Mária mennybevétele katolikus templom ólomüveg ablakainak készítése (2017)
- Súri Szent Mihály arkangyal templom ólomüveg ablakainak készítése (2017)
- Bak római katolikus templom ólomüveg ablakainak készítése (2018)
- Béla katolikus templom ólomüveg ablakainak készítése (2018)
- Búcsúszentlászlói Szent László templom ólomüveg ablakainak készítése (2018)
- Egyházfai Rózsafüzér királynője tiszteletére szentelt római katolikus templom ólomüveg ablakainak készítése (2018)
- Balantonfüredi templom ólomüveg ablakainak restaurálása (2018)
- Kőszegi Evangélikus Templom ólomüveg ablakainak készítése (2018)
- Prielohi Templom ólomüveg ablakainak készítése, Szlovákia (2018)
- Debreceni Megtestesülés plébánia katolikus templom ólomüveg ablakainak készítése (2019)
- Kimlei Sarlós Boldogasszony templom ólomüveg ablakainak készítése (2019)
- Győrasszonyfai Keresztút Ólomüveg stációk készítése (2019)
- Kazincbarcikai Szalézi Rendház Imaterem ólomüveg ablakainak készítése (2019)
- Vágai római katolikus templom ólomüveg ablakainak készítése (2019)
- Csöllei templom ólomüveg ablakainak restaurálása (2019)
- Vecsési templomba Keresztút Stációk készítése tűzzománcból (2020)
- Sümegi Hotel Kapitány étterem kápolnájába ólomüveg ablakok készítése (2020)
- Magánkápolna ólomüveg ablakainak készítése Linz, Ausztria (2020)
- Ipolyhídvégi Rózsafüzéres Szűz Mária tiszteletére szentelt római katolikus templom ólomüveg ablakainak készítése (2021)
- Vásárúti Páduai Szent Antal tiszteletére szentelt római katolikus templom ólomüveg ablakainak készítése (2021)
- Kemestaródfai Katolikus Templom ólomüveg ablakainak készítése (2021)
- Bókaháza, Keresztút Tűzzománcból (2021)
- Szigligeti Szűz Mária Neve Templom ólomüveg ablakainak készítése (2021)
- Lábatlani Református Templom ólomüveg ablakainak készítése (2021)
- Csepeli Birkózó Klub Kápolnája - Stációk Tűzzománcból (2021)
- Kápolna ólomüveg ablakainak készítése - Amstetten, Ausztria (2021)
- Nagykovácsi Református Templom ólomüveg ablakainak készítése (2021)
- Salzburgi kápolnába ólomüveg ablakainak készítése (2022)
- Zalacsányi Nepomuki Szent János-templom ólomüveg ablakainak készítése (2022)
- Dercsikai Szűz Mária Mennybevitele tiszteletére szentelt római katolikus temploma ólomüveg ablakainak készítése (2022)
- Dióspatonyi Rózsafüzér Szűz Mária templom ólomüveg ablakainak készítése (2022)
- Veszprémi Szent László-templom ólomüveg ablakainak készítése (2022)
- Ipolyviski Antiokheiai Szent Margit tiszteletére szentelt római katolikus templom ólomüveg ablakainak készítése (2022)
- Csábi Római Katolikus Templom ólomüveg ablakainak készítése (2022)
- Marianum Egyházi Iskola Kápolnájába ólomüveg ablakok készítése (2022)
- Pozsonyivánkai Templom ólomüveg ablakainak készítése, Szlovákia (2022)
- Stációk Tűzzománcból Lesenceistvánd (2022)
- Karancssági Szent István Király Templom - Tűzzománc (2022)
- Kópházai Sarlós Boldogasszony Templom ólomüveg ablakainak készítése (2022)
- Ózdi templom ólomüveg ablakainak készítése (2023)
- Érsekújvári református templom ólomüveg ablakainak készítése (2023)
- Szomolyai Kisboldogasszony Templom ólomüveg ablakainak készítése (2023)
- Kunszállási Magánkápolna ólomüveg ablakainak készítése (2023)
- Kővágóörsi Amitabha Buddhista Templom ólomüveg ablak készítése (2023)
- Nižná nad Oravou - Szent. Joachim és Anna Templom (Szlovákia) - Keresztút ólomüvegből (2023)
- Szombathelyi Árpádházi Szent Erzsébet Templom ólomüveg ablakainak készítése (2023)
- Szűz Mária Királynő Templom, Ragyolc, Szlovákia (2023)
- Barock Haus - Kapelle Wien, Bécs, Ausztria (2023)

## Díjai, elismerései
- Aranygyűrű, Győri Kovács Margit Művészeti Iskola (2000)
- Szent György Lovagrend Dámája (2010)[6]
- Ferenc Pápa Apostoli Áldása (2016)[1]
- A Magyar Művészetért Díjrendszer 40. Gáláján EX Libris Díjban részesült (2018)[2]
- Böjte Csaba Füveskönyve – Soós Csilla által készített ólomüveg műalkotások, teljes könyv (2020)[3]

## Külső hivatkozások
- Hivatalos oldal